# Estrella de carboni
Una estrella de carboni és una estrella gegant del darrer tipus semblant a les estrelles gegants vermelles (o ocasionalment nanes vermelles), que tenen una atmosfera que conté més carboni que oxigen; els dos elements es combinen a les parts més altes de l'atmosfera de l'estrella formant monòxid de carboni, la qual cosa consumeix tot l'oxigen de l'atmosfera, alliberant àtoms de carboni que formen altres compostos, que donen a l'estrella una atmosfera sutjosa, i, pels humans, una xocant aparença rogenca.
Les característiques espectrals d'aquestes estrelles són totalment perceptibles, i van ser identificades pel seu espectre per Angelo Secchi cap al 1860 — explorant l'astronomia espectroscòpica. Les estrelles "normals" (com el Sol), l'atmosfera és més rica en oxigen que en carboni.

## Mecanismes astrofísics
L'existència de les estrelles de carboni s'explica per més d'un mecanisme astrofísic. McClure distingeix entre estrelles clàssiques de carboni, i les menys massives no clàssiques.
En el cas de les estrelles clàssiques de carboni, l'abundància de carboni es creu que és el producte de la fusió de l'heli, específicament el procés triple alfa dins l'estrella, que a les gegants s'estén a prop del final de les seves vides en l'anomenada branca asimptòtica de les estrelles gegants. Aquests productes de la fusió han estat portats a la superfície estel·lar per episodis de convecció després que el carboni i altres elements han estat creats a l'interior de l'estrella. Normalment en aquesta classe d'estrelles de carboni gegants de la branca asimptòtica l'estrella fusiona hidrogen, però en episodis separats per períodes de 104-10⁵ anys, l'estrella passa a fusionar heli, mentre la fusió de l'hidrogen cessa temporalment. En aquesta fase, la lluminositat de l'estrella augmenta, i el material de la part interior de l'estrella (principalment carboni) puja cap a la part alta. A causa del fet que la lluminositat augmenta, l'estrella s'expandeix fins que la fusió d'heli cessa, i la clovella on es fusiona l'hidrogen reinicia la seva activitat. Durant les flamarades de la clovella d'heli, la massa perduda per l'estrella és important, i després de moltes de flamarades d'heli, una estrella gegant de la branca asimptòtica es transforma en una calenta nana blanca i la seva atmosfera esdevé material d'una nebulosa planetària.
Les estrelles de carboni no clàssiques es creu que són estrelles binàries, on una de les estrelles s'observa que és una estrella gegant (o ocasionalment una nana vermella) i l'altra una nana blanca. L'estrella que s'observa com una estrella gegant va rebre material ric en carboni quan era encara una estrella de seqüència principal de la seva companya (això és, l'estrella que és ara una nana blanca) quan aquesta darrera era encara una estrella clàssica de carboni. Aquesta fase de l'evolució estel·lar és relativament breu, i la majoria d'aquestes estrelles acaben com a nanes blanques. Veim ara aquests sistemes molt de temps després que es produís la transferència de massa, per tant el carboni de més observat en la present gegant vermella no ha estat produït a l'interior d'aquesta estrella. Aquest escenari és acceptat també com a l'origen de les estrelles de bari, que també es caracteritzen per tenir característiques espectrals fermes de molècules de carboni i de bari (un element del procés S). A vegades les estrelles en les que l'excés de carboni prové d'aquesta transferència de massa s'anomenen estrelles de carboni "extrínseques" per distingir-les de les estrelles de la branca de les gegants asimptòtiques "intrínseques" que produeixen el carboni internament. Moltes de les estreles de carboni extrínseques no són prou lluminoses o fredes per a fabricar el seu propi carboni, la qual cosa era un trencaclosques fins que es va descobrir la seva natura binària.
Altres mecanismes menys convincents, com el cicle CNO desequilibrat i les flamarades d'heli al nucli han estat proposats com a mecanismes d'enriquiment de carboni de l'atmosfera de les estrelles de carboni.

## Espectres de les estrelles de carboni
Per definició les estrelles de carboni tenen bandes espectrals dominants de la molècula C₂. També es poden trobar molts d'altres compostos de carboni a alts nivells, com poden ser CH, CN (cianogen), C₃ i SiC₂. El carboni es forma en el nucli i circula cap a les capes més altes, canviant dramàticament la seva composició. Els altres elements formats per mitjà de la fusió d'heli i el procés S també són "dragats" seguint el mateix camí, incloent el liti i el bari.
Quan els astrònoms desenvoluparen el tipus espectral de les estrelles de carboni, es trobaren amb dificultats quan provaven de correlacionar l'espectre amb les temperatures efectives de les estrelles. L'entrebanc es devia al fet que el carboni atmosfèric amagava les línies d'absorció usades normalment com a indicadors de la temperatura de les estrelles.

## Secchi
Les estrelles de carboni foren descobertes cap al 1860 quan un dels pioners de la classificació espectral, el jesuïta Angelo Secchi, creà la classe IV de Secchi per les estrelles de carboni, que foren classificades altra volta com a estrelles de la classe N al final de la dècada de 1890.